# Philippe Geluck
Philippe Geluck, né le 7 mai 1954 à Bruxelles est un artiste belge. Particulièrement connu pour être l'auteur de la série de bande dessinée Le Chat, il est également acteur, écrivain, peintre et sculpteur et a participé à plusieurs émissions télévisées en tant que chroniqueur, notamment en collaboration avec Michel Drucker  dans Vivement dimanche prochain et avec Laurent Ruquier, notamment en tant que sociétaire à l'émission Les Grosses Têtes sur RTL.

## Biographie

### Enfance et premiers dessins de presse
Philippe Geluck naît le 7 mai 1954 à Bruxelles. Son père, Didier Geluck, est militant communiste et dessinateur de presse, sous le pseudonyme « Diluck » ; devient distributeur de films des pays de l’Est à partir des années 1960.
Sa mère Lucile a fait des études de chant classique au Conservatoire et a rencontré son futur mari dans une troupe de théâtre amateur. Elle est la première femme du royaume de Belgique à pratiquer la méthode de l’accouchement sans douleur en le mettant au monde,. Geluck a un frère aîné graphiste et sculpteur, Jean-Christophe, né en 1947. Son père et son frère l’initient dès son enfance à Sempé, Tomi Ungerer, Saul Steinberg, Chaval, Siné et Reiser, ainsi qu'à la revue Bizarre et au journal Hara-Kiri. En 1969, il dessine avec son frère un journal qu'ils affichent dans les toilettes de la maison. Un jour, un laveur de vitres qui travaille à la maison découvre ce dessin humoristique et en parle à son ami Bob De Groot, rédacteur en chef de L’Œuf, journal humoristique. Philippe Geluck y publie ses premiers dessins, avant un petit recueil publié au Daily-Bul en 1974.
En 1962, à l'âge de huit ans, il fait une apparition dans le moyen-métrage d'André Delvaux, Le Temps des écoliers.

### Débuts au théâtre et à la télévision
En 1972, il s’inscrit à l’Insas, ce qui lui permet de monter sur les planches du Théâtre national de Belgique en 1975. Il y joue Roméo et Juliette (Shakespeare), L'Opéra de quat'sous (Brecht et Kurt Weill) ou encore Faust (Goethe). Il interprète en 1975, aux côtés de la comédienne Claudine Charles, Werther (Edgar Wibeau) dans Werther 75 de Ulrich Plenzdorf. Parallèlement en 1976, il monte avec d'autres comédiens de formation, dont notamment Alain Lahaye, le Théâtre Hypocrite, un cousin du Splendid. En 1982, il crée un seul-en-scène, Un certain Plume, d'après le recueil Plume d'Henri Michaux, au Théâtre de Poche dans une mise en scène d’Andrej Burzinsky,. En 1983, on le voit dans le film Benvenuta du réalisateur André Delvaux.
En 1977, il joue le rôle de Peters Jones, dans le téléfilm Le Scoop de Jean-Louis Colmant diffusé en France le 6 mai 1978 sur FR3.
En octobre 1977, il fait ses débuts à la RTB dans l'émission pour enfants 1,2,3, J'ai vu où il joue le rôle du clown Célestin Radis.
À partir de 1980, il devient animateur ou participant à diverses émissions humoristiques à la RTBF : Electronix, Lollipop (avec Malvira), L'Esprit de famille, Le Jeu des dictionnaires, L'Empire des médias ou encore Les Imbuvables et Un peu de tout avec les comédiens du Magic Land Théâtre.
En 1982, il fait la publicité de l'attraction Sirocco de Walibi Wavre.

### Création de la BDLe Chat
Le 3 mars 1983, sur commande du quotidien belge francophone Le Soir, il crée Le Chat, personnage de bande dessinée qui le rendra célèbre.
Depuis sa première publication dans Le Soir, le 22 mars 1983 son succès a dépassé les frontières de son pays natal, puis de la francophonie.
Parallèlement à sa carrière de dessinateur, Philippe Geluck poursuit sa carrière en radio et télévision à la RTBF dans les émissions de Jacques Mercier. Entre 1988 et 1999, il fait partie de l'équipe du Jeu des dictionnaires et de La Semaine infernale, où il crée son personnage du Docteur G.
En 1991, il obtient le Prix de l'émission télévisée la plus drôle au festival de la Rose d'or de Montreux, pour Un peu de tout.
Il devient à partir de 1992 chroniqueur dans plusieurs émissions radiophoniques et télévisées françaises, notamment Vivement dimanche prochain (1999-2006 ; 2007-2008), avec Michel Drucker, On va s'gêner (1999-2012), On a tout essayé (2000-2007), L'Émission pour tous (2014), et il devient sociétaire de l'émission Les Grosses Têtes,, à partir de 2014,  animée par Laurent Ruquier, avec qui il travaillait déjà dans l'émission On va s'gêner.
Il contribue aussi à l'hebdomadaire satirique Siné Hebdo créé par son ami le dessinateur Siné (depuis le premier numéro paru le 10 septembre 2008), puis à Siné Mensuel (rubrique intitulée Geluck se lâche où il « dessine le plus souvent des horreurs, et j'aime ça ! »).
En octobre 2003, pour le vingtième anniversaire du Chat, Geluck monte une exposition « monumentale » à l'École nationale des Beaux-Arts à Paris, à côté du Louvre : l'exposition occupe 900 m2 avec une scénographie de grande proportion. Elle comporte notamment un crayon géant de 30 m de long, dans lequel se trouve trois salles. Y sont exposés notamment des dessins du Chat et des aquarelles,.
Dès le 5 mars 2009, en duo avec Jacques Mercier, Philippe Geluck présente sur la RTBF et TV5 Monde un micro-programme de 90 secondes : Monsieur Dictionnaire, l'explication ludique d'un mot ou d'une expression. En septembre 2009, il participe au spectacle de Jacques Mercier, Mercier: go home ! au théâtre de la Toison d'or (Bruxelles).
Entre le 26 mars et le 9 juin 2021, vingt statues géantes du Chat en bronze sont exposées le long de l'Avenue des Champs-Élysées à Paris. Cette exposition, intitulée Le Chat déambule, est ensuite déplacée dans une douzaine de villes françaises et européennes. Chaque statue, qui peut être fabriquée en deux exemplaires, est à vendre entre 300 000 et 400 000 euros,. L'exposition rejoint Bruxelles en mars 2023. À cette date, 25 statues environ ont trouvé acquéreur.

### Vie privée
Le 10 décembre 1976, sur le tournage d’un court métrage, il fait la connaissance de la scripte, Dany, « la femme de [s]a vie » ; il l'épouse en 1980. Ils ont deux enfants : Antoine, qui naît en 1983 et Lila, qui naît en 1985.
Antoine est chanteur sous le pseudonyme Antoine Chance (Geluck signifiant « chance » en néerlandais). Il a reçu le prix d'artiste de l'année 2015 en Belgique.
Lila a tenu le restaurant Les Tartines de Lila à Bruxelles entre 2011 et 2019.
Philippe et Dany Geluck ont quatre petits-enfants.

## Œuvre

### Le Chat

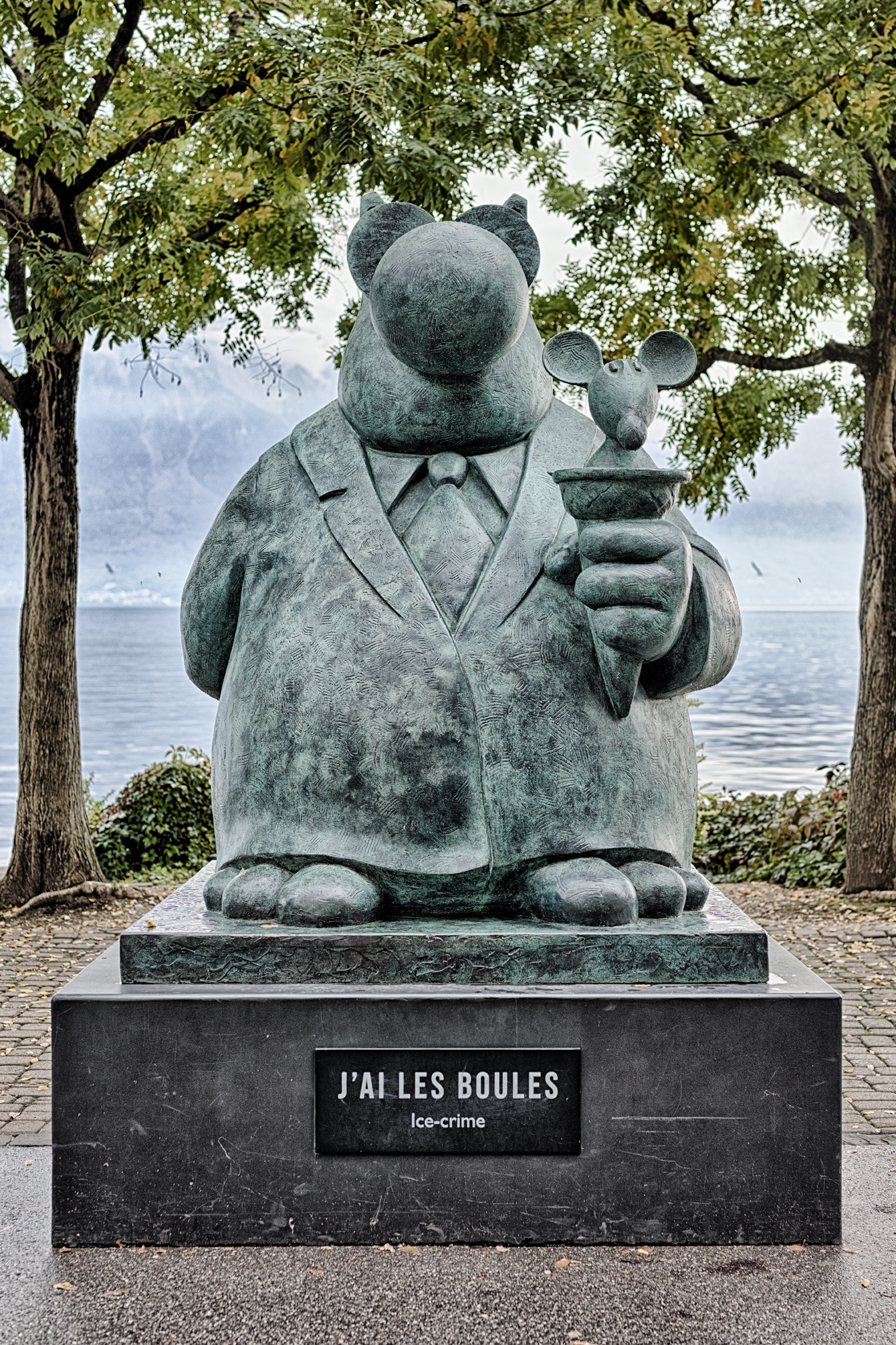
2022 Exposition de 20 sculptures en bronze du Chat à Montreux, Suisse

Le Chat apparaît pour la toute première fois en 1980 sur les faire-part du mariage de son auteur, en compagnie de la femme du Chat.
Le Chat apparaît ensuite le 22 mars 1983 sous forme de strips en noir et blanc dans le journal Le Soir.
Il connaît sa première histoire pleine page — toujours en noir et blanc — dans la revue belge Pour vous, puis évolue une dernière fois avec la collaboration à la revue (À suivre) en passant à la couleur.
Le Chat fête ses quarante ans en 2023. Pour l'occasion sort le 24e album du Chat, plus épais qu'à l'accoutumée, après trois ans d'absence. Pendant les 40 ans écoulés, 23 albums ont été publiés avec un total de 15 millions d'exemplaires vendus. Les ventes varient entre 200 000 et 450 000 exemplaires par album,,,.

### Encyclopédies universelles

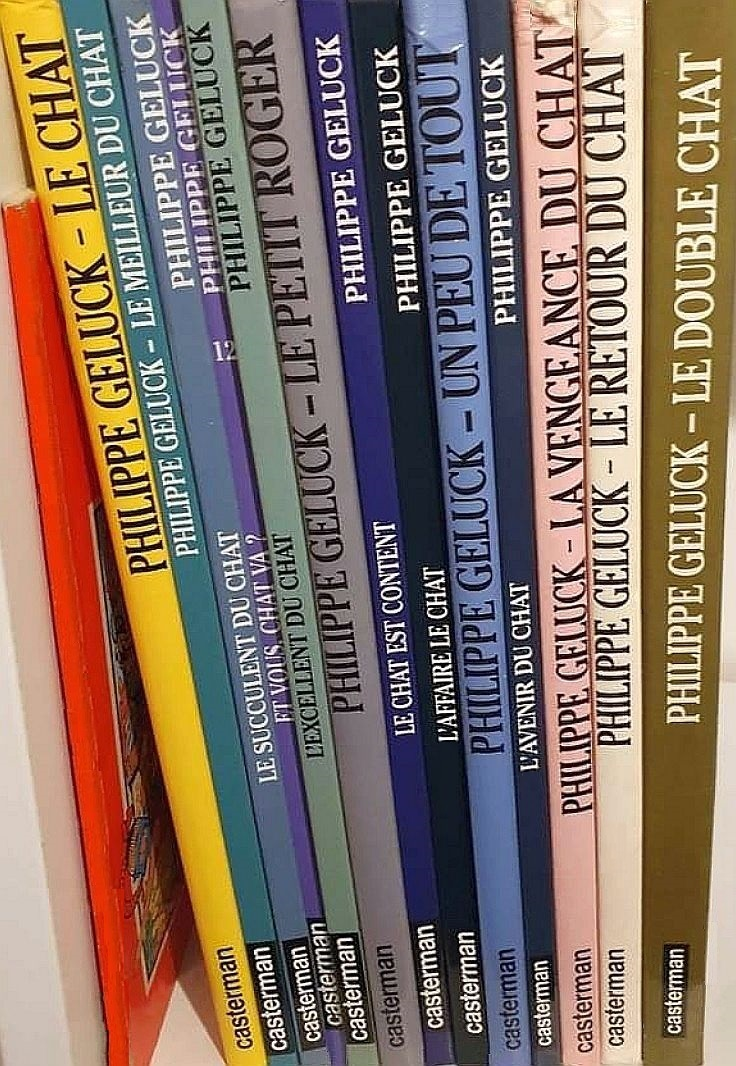
Albums de Philippe Geluck.

La série Encyclopédies universelles sont des encyclopédies parodiques présentant des mots, inventés pour la plupart, en leur donnant une définition loufoque.
- Un peu de tout, Casterman, 1992
- Made in Belgium[37], Casterman, 1994  (ISBN 2-203-34010-X)
- Le Petit Roger, Casterman, 1998
- Made in Belgium (Encyclopédie Tome 4), Casterman, 2007.

### Docteur G
La série Le Docteur G. sont les enregistrements d'une émission radiophonique humoristique. Philippe Geluck y campe un médecin cynique et incompétent répondant de manière loufoque à des courriers plus ou moins fantaisistes écrits par des personnes fictives lui demandant des conseils, principalement sur leur santé.
- Le Docteur G. répond à vos questions, Casterman, 1990
- Le Docteur G. fait le point, Casterman, 1996
- Cher docteur G., Casterman, 2002.

### Le Fils du chat
Il s'agit d'une collaboration avec Serge Dehaes.
- Le Portrait de papa, Casterman
- Le Soleil, Casterman
- Rikiki, Casterman
- Monsieur Casterman, Casterman
- Mon papa Noël, Casterman
- Les Vacances, Casterman
- La Surprise du chef, Casterman
- Papa j'ai peur !, Casterman
- 24 décembre, Casterman.

### Les Aventures de Scott Leblanc
Scénario et dialogues : Philippe Geluck ; dessin : Devig ; couleurs : Camille Paganotto
- Alerte sur Fangataufa, Casterman, 2009
- Menace sur Apollo[38], Casterman, 2010
- Terreur sur Saïgon, Casterman, 2014
- 4. Échec au roi des Belges[39], Casterman, Bruxelles, 24 août 2016
Scénario : Philippe Geluck - Dessin : Devig - Couleurs : Camille Paganotto -  (ISBN 978-2-203-09648-6)

### Autres livres
- Les Métiers oubliés, coll. « Les Poquettes volantes » no 45, éd. Daily Bûl, La Louvière, 1974 [lire en ligne (page consultée le 6 avril 2018)]. Opuscule illustrant divers métiers tels que « boucheur de coins », « couvreur de chefs » ou « diseur du soir » ! On y trouve déjà ce fin trait noir tremblé, caractéristique de l'auteur.

- Oh toi le Belge, ta gueule !, Casterman, 2006
- Geluck se lâche, Casterman, 2009
- Geluck enfonce le clou, Casterman, 2011  (ISBN 9782203038455)
- Peut-on rire de tout ?, Éditions Jean-Claude Lattès, 2013  (ISBN 978-2709-636490)
- Geluck pète les plombs[40], Casterman, 2018
- Tout est vrai[41],[42],[43], Casterman, 2024  (ISBN 9782203280847).

### Émission de télévision
Une émission de télévision intitulée La Minute du Chat passe à partir de 2011 du lundi au vendredi tous les soirs sur La Une (RTBF) et sur France 2. On y trouve des versions animées des gags de Geluck, parfois en 3D, ou même en marionnette.
Philippe Geluck et son personnage Le Chat ont fait l’objet d’un documentaire de 52 minutes diffusé en 2008 dans la série Empreinte sur France 5, ainsi que sur la RTBF : Geluck, l’homme à la tête de Chat, réalisé par Bérengère Casanova et produit par la société Equipage.

## Polémique
En 2021 à Bruxelles, un futur musée nommé « musée du Chat et du dessin d’humour », projet initié par Philippe Geluck, crée la polémique. Une pétition dénonce un « détournement d'argent public » et une opération d'« autopromotion ». Le bâtiment coûte 9 millions d'euros à la Région de Bruxelles-Capitale. Certains jugent le projet « trop commercial ». Une des initiatrices de la pétition a reçu des dizaines de messages haineux et sexistes. Elle est victime de cyberharcèlement et de piratage informatique. Face à la polémique, Geluck, qui se dit blessé, se déclare prêt à abandonner son projet de musée du Chat. Après que la première pétition a été signée 5 000 fois, une autre pétition, cette fois lancée pour soutenir le projet, atteint 15 000 signatures. Cette nouvelle pétition affirme qu'il est naturel qu'« un des porte-drapeaux de la culture belge » puisse avoir son musée « au même titre que Hergé par exemple ».
Philippe Geluck a eu l'idée de ce projet en 2008, et en 2015, il obtient le feu vert de la Région de Bruxelles-Capitale. Le projet consiste en une installation dans un bâtiment abandonné, dans le centre historique de Bruxelles, avec la mise en place de trois sections : une pour le Chat, une pour des peintres, et une pour des dessinateurs. Les expositions de peintres ou de dessinateurs seront des « expositions hommages » temporaires,. L'association qui s'occupera du musée doit être à but non lucratif. Tandis que la Région de Bruxelles apporte 9 millions d'euros pour le bâtiment, Philippe Geluck doit faire un apport équivalent. Il propose 4,5 millions d'euros sous forme d'œuvres et 4,5 millions d'euros en numéraire, permettant de financer les aménagements intérieurs. Il rassemble 3,5 millions provenant de sponsors, et pour le reste vend des statues géantes à un prix situé entre 350 000 et 380 000 euros,,. En 2023, le Parlement bruxellois en achète une faisant deux tonnes et demie. La statue coûte 370 000 euros. La polémique autour du musée est relancée. Le porte-parole du Parlement déclare que l'achat est réalisé dans le cadre d'un soutien au musée,.

## Prix et hommages
- 1996 :  prix de l'humour au Festival de BD à Sierre[63] pour Le Chat ;
- Grand Prix Saint Michel 2013 décerné à Bruxelles[64].
- Le 11 octobre 2008, la Place du Chat, où trône une statue de ce dernier, est inaugurée à Hotton. La ville lui décerne alors le titre de Citoyen d’honneur.
- Le 29 avril 2009, l'école primaire autonome de l’État de la rue des Frontaliers à Herseaux, Belgique, est baptisée école Philippe Geluck ; à cette occasion est dévoilée une fresque originale. L'artiste participe à cette cérémonie.
- En 2009, il obtient le Globe de cristal de la meilleure BD.
- En 2010, Philippe Geluck fait son entrée dans Le Petit Larousse (édition 2011).
- L'astéroïde (181627) Philgeluck découvert en 2006 fut nommé en son honneur.
- 2017 :  prix Diagonale spécial 10 ans[65].
- Philippe Geluck est membre de l'Académie Alphonse-Allais depuis 2005.

## Décorations
- Commandeur de l'ordre de la Couronne par Albert II (2009)[66]
- Officier de l'ordre des Arts et des Lettres (2017)[67]. Chevalier de 2003

## Expositions personnelles
- La Grand Expo (Le Chat s'expose), École des Beaux-Arts, Paris (2003)
- Tout l'art du Chat, Galerie Huberty et Breyne, Paris (2014)[68]
- L'Art et Le Chat, Musée en Herbe, Paris (2016)
- Les frères Geluck exposent à Liège, Galerie Liehrmann, Liège (2021)[69]
- Le Chat déambule, Avenue des Champs-Élysées, Paris (2021)[70] puis en tournée à Bordeaux, Caen, Genève, Monaco[71]...

#### Livres
: document utilisé comme source pour la rédaction de cet article.
- Jacques Fiérain, « Geluck, Philippe », dans La BD à Bruxelles et en Brabant, Charleroi, Éd. l'Âge d'or, avril 2003, 144 p., ill. ; 31 cm (ISBN 9782960119664 et 2960119665, OCLC 470388171, présentation en ligne), p. 58
- Patrick Gaumer, « Geluck, Philippe », dans Dictionnaire mondial de la BD, Paris, Larousse, 2010, 953 p., ill. ; 27 cm (ISBN 978-2-0358-4331-9 et 2-0358-4331-6, OCLC 920924930, présentation en ligne), p. 359-360. .

#### Périodiques
- Pourquoi Pas ? de novembre 1975 et septembre 1976.
- Frédéric Bosser, « Dossier Geluck : Le Chat dans tous ses états », Bulldozer, no 3,‎ novembre 2005, p. 46-70 (ISSN 1775-0652)
- « Geluck, l'homme à la tête de Chat », Télérama,‎ janvier 2008.

#### Articles
- Yves-Marie Labé, « Geluck, l'homme à la tête de chat », Le Monde,‎ 23 octobre 2008 (lire en ligne, consulté le 13 avril 2023).
- Antoine Cuny-Le Callet, « Philippe Geluck, dessinateur du "Chat" : "Je suis un rat de musées" », Europe 1,‎ 26 avril 2020 (lire en ligne, consulté le 6 septembre 2024).

### Interviews
- Philippe Geluck (interviewé par Boris Henry), « Les invités : Geluck auteur-éditeur », La Lettre - L'officiel de la bande dessinée, Dargaud, no 68,‎ novembre-décembre 2002, p. 34-35
- Philippe Geluck (interviewé par Jean-Pierre Fuéri), « Entretien : Chat bouge ! », Casemate, no 9,‎ novembre 2008 (ISSN 1964-504X).
- Frédéric Potet et Philippe Geluck (int.), « Un apéro avec Philippe Geluck : « Je pensais que la notion de second degré était acquise » », Le Monde,‎ 6 janvier 2019 (lire en ligne , consulté le 13 avril 2023).

### Émissions de radio
- L'invité culture : Philippe Geluck, auteur, émission Matin1ère sur La Première, présentation : Xavier Vanbuggenhout (12 min 47 s), 21 octobre 2024 Voir en ligne via Auvio .